# كولن ويلسون (لاعب هوكي الجليد)
كولن ويلسون (بالإنجليزية: Colin Wilson)‏ هو لاعب هوكي الجليد أمريكي، ولد في 20 أكتوبر 1989 في غرينيتش في الولايات المتحدة.

## وصلات خارجية
- كولن ويلسون على موقع دوري الهوكي الوطني (الإنجليزية)
- كولن ويلسون على موقع EliteProspects.com (الإنجليزية)
- كولن ويلسون على موقع HockeyDB.com (الإنجليزية)
- كولن ويلسون على موقع Hockey-Reference.com (الإنجليزية)